# Melville-schiereiland
Het Melville-schiereiland (Engels: Melville Peninsula) is een groot schiereiland in Nunavut, Canada. Het bevindt zich in het Canadese noordpoolgebied, ten noorden van de Hudsonbaai. Ten oosten ligt het Foxebekken en ten westen ligt de Golf van Boothia. Het wordt door de Fury and Hecla Strait gescheiden van Baffineiland. Aan de zuidkant wordt het door de Repulse Bay en de Frozen Strait gescheiden van Southamptoneiland. Het schiereiland is verbonden met het vasteland door de Rae-landengte, vernoemd naar de ontdekkingsreiziger John Rae.
Tussen 1821 en 1823 werd de oostkust in kaart gebracht door William Edward Parry, die het schiereiland (en eiland) vernoemde naar Robert Dundas, 2de burggraaf van Melville. Sinds 1999 is het onderdeel van Nunavut. Het grootste deel van het schiereiland ligt in de regio Qikiqtaaluk. Het zuidwestelijke deel ligt in de regio Kivalliq. Op het schiereiland bevinden zich een aantal gemeenschappen, waaronder Naujaat en Sanirajak.
| Eilanden en wateren rondom het Melville-schiereiland | Eilanden en wateren rondom het Melville-schiereiland | Eilanden en wateren rondom het Melville-schiereiland | Eilanden en wateren rondom het Melville-schiereiland | Eilanden en wateren rondom het Melville-schiereiland |
| ---------------------------------------------------- | ---------------------------------------------------- | ---------------------------------------------------- | ---------------------------------------------------- | ---------------------------------------------------- |
| Golf van Boothia, Boothia                            |                                                      | Fury and Hecla Strait, Baffineiland                  |                                                      |                                                      |
|                                                      |                                                      |                                                      |                                                      |                                                      |
| Golf van Boothia                                     | Foxebekken                                           |                                                      |                                                      |                                                      |
|                                                      |                                                      |                                                      |                                                      |                                                      |
| Rae-landengte, vasteland van Canada                  |                                                      | Repulse Bay, Frozen Strait, Southamptoneiland        |                                                      |                                                      |